# NGC 2748

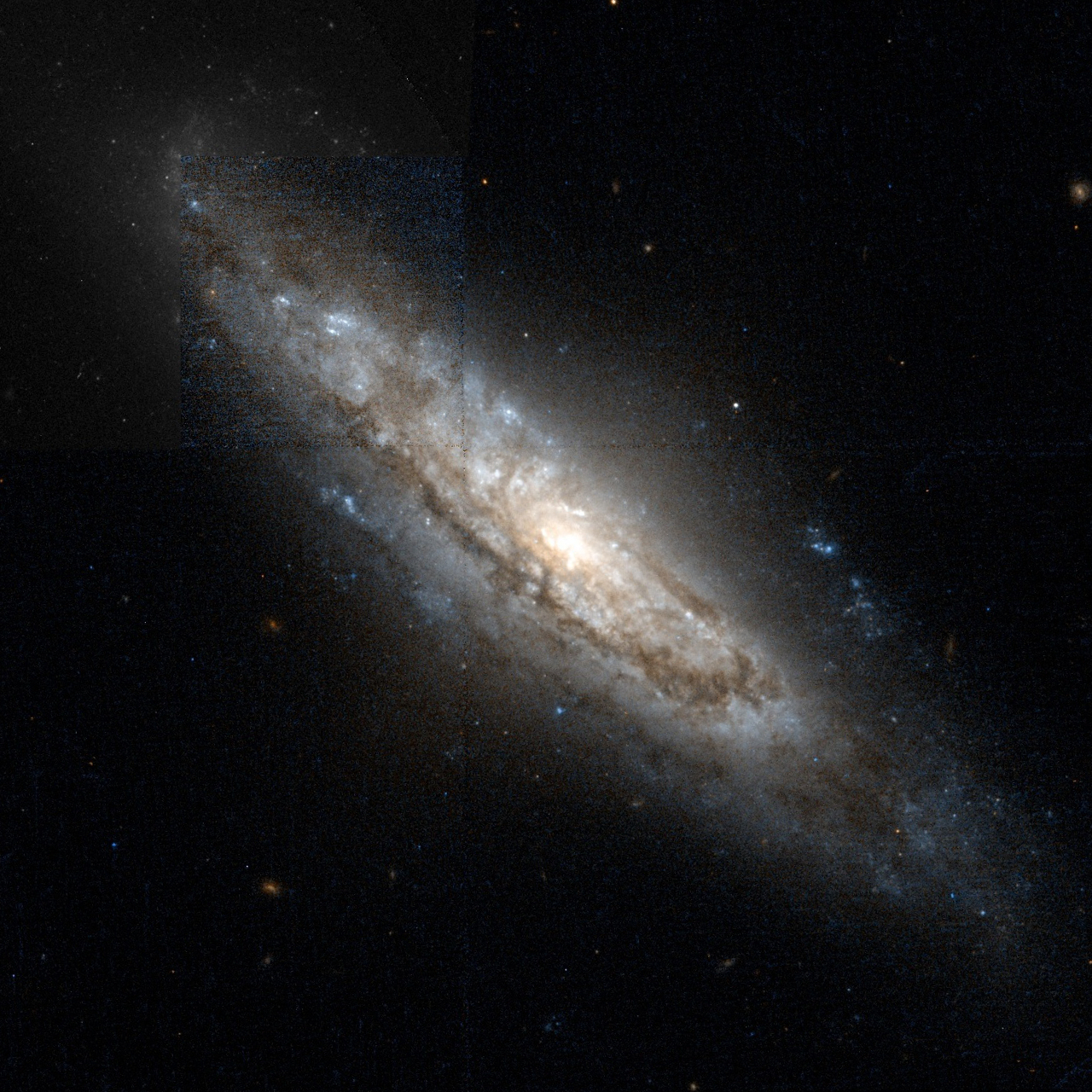
NGC 2748 par le télescope spatial Hubble.

NGC 2748 est une galaxie spirale située dans la constellation de la Girafe. NGC 2748 a été découverte l'astronome britannique John Herschel en 1828.

## Caractéristiques
La classe de luminosité de NGC 2748 est II-III et elle présente une large raie HI. 

### Distance
Sa vitesse par rapport au fond diffus cosmologique est de 1 507 ± 3 km/s, ce qui correspond à une distance de Hubble de 22,2 ± 1,6 Mpc (∼72,4 millions d'al).
À ce jour, 21 mesures non basées sur le décalage vers le rouge (redshift) donnent une distance de 19,048 ± 2,719 Mpc (∼62,1 millions d'al), ce qui est à l'intérieur des valeurs de la distance de Hubble. Notons cependant que c'est avec la valeur moyenne des mesures indépendantes, lorsqu'elles existent, que la base de données NASA/IPAC calcule le diamètre d'une galaxie et qu'en conséquence le diamètre de NGC 2748 pourrait être d'environ 20,7 kpc (∼67 500 al) si on utilisait la distance de Hubble pour le calculer.

### Morphologie
NGC 2748 a été utilisée par Gérard de Vaucouleurs comme une galaxie de type morphologique SAB:(s:)c dans son atlas des galaxies,.

### Luminosité dans l'infrarouge
La luminosité de la galaxie NGC 2748 dans l'infrarouge lointain (de 40 à 400 µm)  est égale à 1,35 × 1010 {\displaystyle L_{\odot }} (1010,13{\displaystyle L_{\odot }}) et sa luminosité totale dans l'infrarouge (de 8 à 1 000 µm) est de 1,78 × 1010 {\displaystyle L_{\odot }} (1010,25{\displaystyle L_{\odot }}).

## Trou noir supermassif
Selon une étude publiée en 2009 et basée sur la vitesse interne de la galaxie mesurée par le télescope spatial Hubble, la masse du trou noir supermassif au centre de NGC 2748 serait comprise entre 16 et 44 millions de {\displaystyle M_{\odot }}.
Si on se base sur les mesures de luminosité de la bande K de l'infrarouge proche du bulbe de NGC 3628, on obtient une valeur de 107,0 {\displaystyle M_{\odot }} (10 millions de masses solaires) pour le trou noir supermassif qui s'y trouve.
Selon une troisième étude réalisée auprès de 76 galaxies par Alister Graham en 2008, le bulbe central de NGC 2748 renferme un trou noir supermassif dont la masse est estimée à 4,8+3,8
−3,9 x 107 {\displaystyle M_{\odot }}.

## Supernova
Deux supernovas ont été découvertes dans NGC 2748 : SN 1985A et SN 2013ff.

### SN 1985A
Cette supernova a été découverte le 25 janvier 1985 par l'astronome suisse Paul Wild de l'université de Berne. Cette supernova était de type Ia.  

### SN 2013ff
Cette supernova a été découverte le 31 août 2013 par Raffaele Belligoli et Flavio Castellani du groupe ISSP (Italian Supernovae Search Project) ainsi que par l'astronome amateur italien Giancarlo Cortini. Cette supernova était de type Ic.

## Groupe de NGC 2655
NGC 2748 fait partie du groupe de NGC 2655. Les autres galaxies de ce groupe sont NGC 2591, NGC 2715 de même que les galaxies UGC 4466, UGC 4701 et UGC 4714. Cinq de ces huit galaxies sont aussi indiquées sur le site de Richard Powell, « Un Atlas de L'univers ».